# 杭州国際博覧中心
杭州国際博覧中心（こうしゅうこくさいはくらんちゅうしん、中国語:杭州国际博览中心）は、中華人民共和国杭州市蕭山区にあるコンベンションセンター。2016年9月に、G20杭州サミットの主会場となったことで知られる。

## 概要

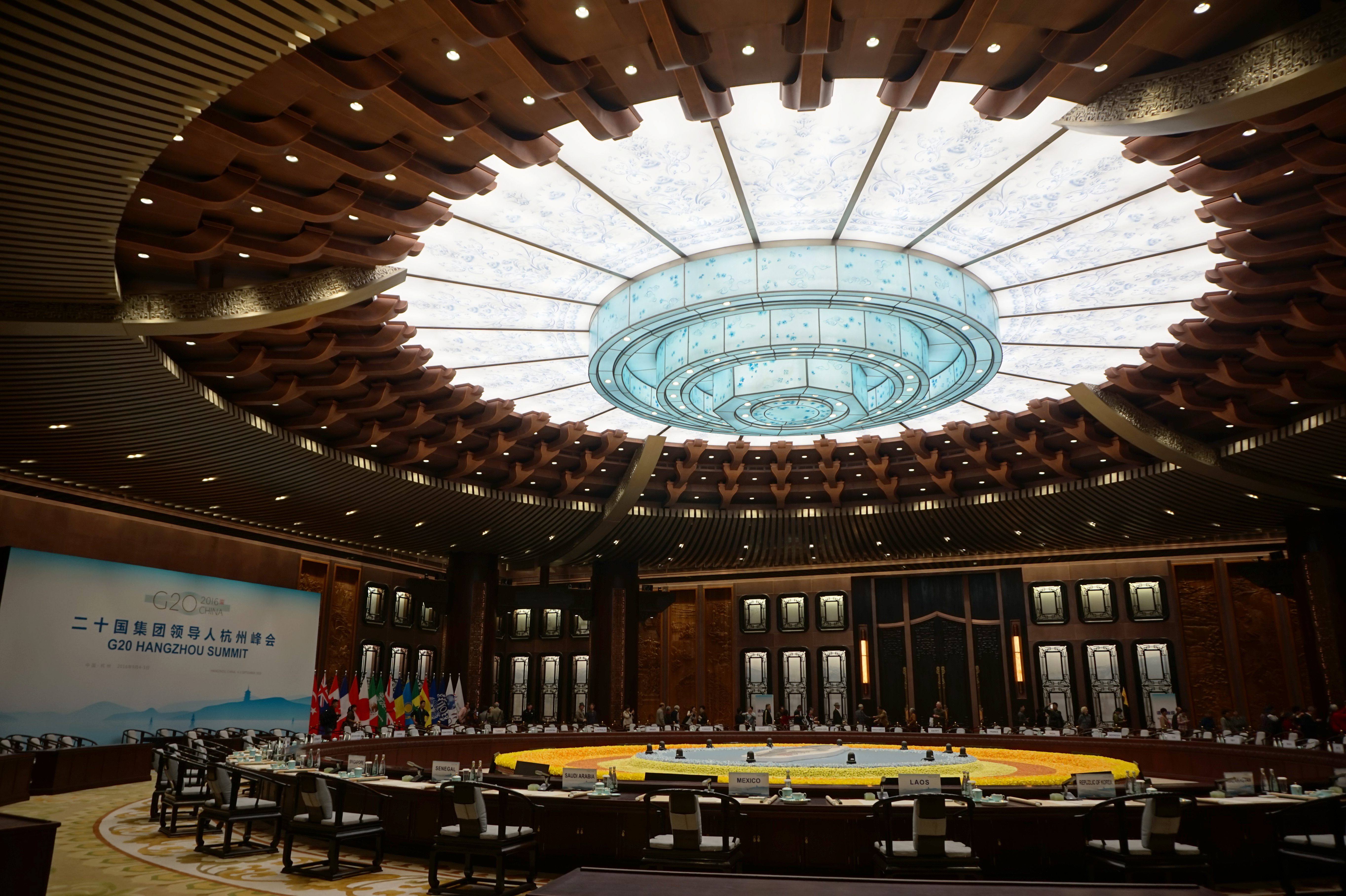
G20開催時

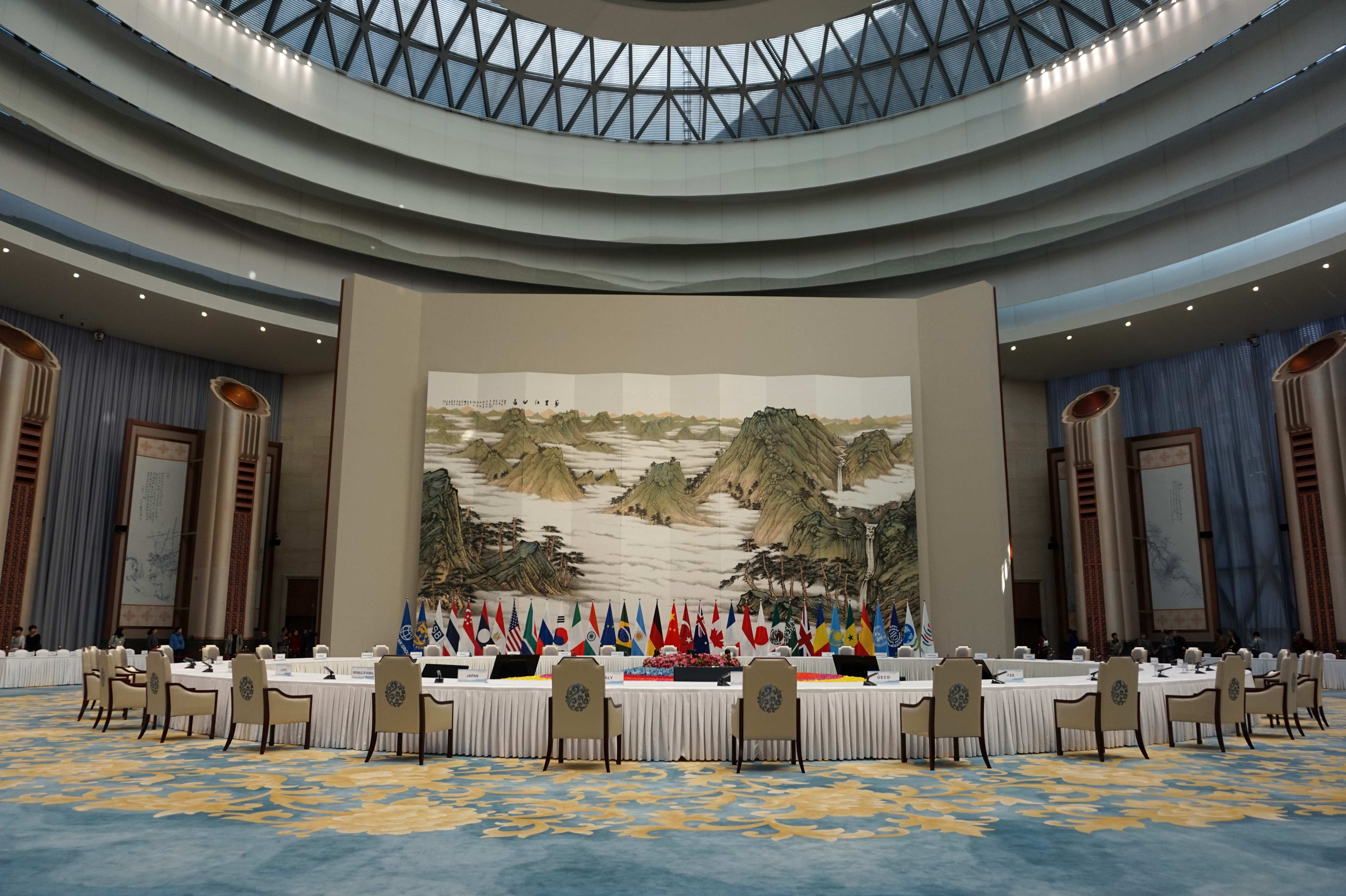
G20宴会場

銭江世紀城の杭州オリンピック・スポーツ・エキスポセンター内にあり、建築面積は85万平方メートル（地下は30万8千平方メートル） 。建築物の鉄骨は 145,000トン使用されており、これは北京の北京国家体育場の外部構造に使用される鋼鉄の量の3.5倍の規模である。本体事業は2013年12月に完了し、2015年7月に完成した。屋上庭園は、高さ44メートル、面積6万平方メートルで世界最大である。
19階建てのホテル、北辰大酒店が入居している。

## アクセス
- 杭州地下鉄6号線博覧中心駅